# Tia Eron
Pour les articles homonymes, voir Tia.
Eronildes Vasconcelos Carvalho, plus connue sous le nom de Tia Eron (née le 2 juin 1972 à Salvador) est une professeure et femme politique brésilienne affiliée au Parti républicain brésilien (PRB) Elle s'est fait connaître lors de la procédure de destitution d'Eduardo Cunha par son vote décisif qui a abouti à la destitution de ce dernier.

## Carrière
Tia Eron débute en tant que conseillère municipale à Salvador, de 2001 à 2014, date à laquelle elle est élue députée fédérale de l'État de Bahia . 
Elle a commencé sa carrière politique en développant des actions sociales dans les quartiers d’Aquidabã, Dois Leões, Polemics et Saramandaia dans l’état de Bahia. Son travail auprès des enfants de l'Église universelle du royaume de Dieu lui a vaut le surnom, puis le nom politique de «Tia Eron» («Tante Eron»).

## Conseillère municipale
Tia Eron est membre du conseil municipal pendant quatre mandats consécutifs de 2001 à 2014. Elle est la première conseillère noire de la mairie de Salvador. Elle se distingue au cours de ses 13 années de mandat avec des projets destinés à la politique de réduction des inégalités à Salvador. 

### Poursuivie par une action civile publique
Tia Eron ainsi que 30 autres conseillers ont été poursuivis par une action civile publique menée devant le 5e tribunal du Trésor public de Salvador, pour suspicion d'irrégularité administrative. Dans la plainte déposée par le bureau du procureur général de Bahia, les conseillers municipaux ont été accusés d'avoir violé une décision de justice en intégrant illégalement des articles du projet de loi sur le Plan directeur de développement urbain (PDDU) dans un autre projet de loi - Loi sur l'aménagement du territoire. La procédure a eu lieu en 2012.

### Députée fédérale
En 2014, elle est élue députée fédérale du Parti républicain brésilien (PRB) par la coalition de l'ancien gouverneur Paulo Souto (pt), avec 116 912 voix, soit la députée la plus plébiscitée dans son État. En tant que membre du Parlatino (Parlement latino-américain), elle représente le Brésil dans plusieurs pays d'Amérique latine. À la Chambre des députés, elle est rapporteur du projet de loi obligeant le système de santé unifié (SUS) à prévoir une intervention chirurgicale réparatrice gratuite pour les femmes victimes de violence conjugale. En mars 2016, elle participe à des rencontres au sein de l'Organisation des Nations unies au sujet d'actions en faveur des femmes. Le prix Congresso em Foco dans son classement «parlementaires du futur», place Tia Eron à la 15e place. Elle est la seule femme noire sur la liste. Tia Eron est l'actuelle présidente du PRB et l'une des seules femmes, avec la sénatrice Lídice da Mata, à diriger un parti politique dans l'État de Bahia. 
Le 17 avril 2016, elle vote en faveur de la destitution de la présidente Dilma Rousseff. 
Le 14 juin 2016, elle vote en faveur de la destitution du député Eduardo Cunha au sein du comité d'éthique de la Chambre des députés,.   
En janvier 2017, Tia Eron quitte son poste de députée fédérale après avoir été nommée Secrétaire à la promotion sociale et à la lutte contre la pauvreté par le maire de Salvador Antônio Carlos Magalhães Neto (pt). 

## Prix et nominations
- En 2012, elle a reçu le prix Brazilian Women in Power à Hartford (Connecticut), aux États-Unis[2]
- En 2015, elle a été nommée dans la catégorie Personnalité politique du Troféu Raça Negra 2015[12]